# Rio Água Caselo
O Rio Água Caselo é um curso de água do arquipélago de São Tomé e Príncipe, localizado no distritode Lobata, ilha de São Tomé, corre para Norte e desagua na Praia das Conchas, entre Lagão Azul e a Praia Guegue.